# Neal Broten
Neal LaMoy Broten (Roseau, 29 novembre 1959) è un ex hockeista su ghiaccio statunitense.
Anche i fratelli Paul e Aaron sono stati giocatori di hockey.

## Carriera
Ha disputato oltre 1000 gare in NHL con le casacche di Minnesota North Stars (1980-1993), Dallas Stars (1993-1995 e 1996-1997), New Jersey Devils (1995-1997) e Los Angeles Kings (1996-1997).
Ha vinto, tra gli altri trofei, il torneo olimpico alle olimpiadi invernali di Lake Placid 1980 e la Stanley Cup nel 1995.